# Trevor Burton
Trevor Burton (né Trevor Ireson le 9 mars 1944 à Birmingham) est un guitariste anglais, principalement connu comme membre fondateur du groupe The Move.

## Biographie
Après avoir fait ses débuts dans quelques groupes confinés à la scène locale de Birmingham (The Everglades, Danny King & the Mayfair Set), Trevor Burton participe début 1966 à la création de The Move, issu de la rencontre de musiciens de la région : Ace Kefford, Bev Bevan et Carl Wayne proviennent du groupe The Vikings et Roy Wood de Mike Sheridan & the Nightriders. Ensemble, ils parviennent à percer sur la scène nationale, plaçant plusieurs singles dans le top 10. Burton passe de la guitare à la basse pour pallier le départ d'Ace Kefford en 1968 et quitte le groupe l'année suivante.
Par la suite, il fait partie de l'éphémère Balls, constitué, à l'image du Move, de musiciens originaires de Birmingham. Après la disparition du groupe, Burton joue avec Ray Froggatt et les Pink Fairies, puis rejoint le Steve Gibbons Band en 1975. Il crée son propre groupe de blues, le Trevor Burton Band, en 1983. Depuis 2004, il rejoue également au sein de la nouvelle mouture du Move reformée par Bev Bevan.